# Chopóvychi
Chopóvychi (ucraniano: Чопо́вичі) es un sélyshche de Ucrania perteneciente al raión de Korosten en la óblast de Zhytómyr.
En 2018, el asentamiento tenía una población de 1888 habitantes. Es sede de un municipio que abarca, además de Chopóvychi, 26 pueblos, con una población municipal total de casi seis mil habitantes.
Se ubica unos 20 km al sureste de Kórosten, junto a la carretera M07 que lleva a Kiev. Junto al pueblo fluye el río Irshá.

## Historia
Se conoce la existencia del pueblo en documentos desde el siglo X, cuando era un asentamiento de los drevlianos. En documentos del Gran Ducado de Lituania de los siglos XV-XVI, se confirmaba que seguía vigente el señorío de los descendientes de los nobles drevlianos en Chopóvychi. Al finalizar el siglo XIX, era un pueblo de unos seis mil habitantes, en la vólost de Malyn del uyezd de Rádomyshl de la gobernación de Kiev. En 1902 se abrió aquí una estación de ferrocarril en la línea de Kiev a Kóvel. La RSS de Ucrania le dio el estatus de capital distrital en 1923 y el de asentamiento de tipo urbano en 1938. Perdió el estatus de capital distrital en 1957, cuando se integró en el raión de Malyn.